# كتاب التوابين
كتاب التوابين هو كتاب عن قصص التائبين، ألفه الحافظ ابن قدامة (541 هـ - 620 هـ)، يستعرض المؤلف في كتابه أخبار التائبين، وقصص المنيبين، ممن كانوا في مختلف العصور القديمة والحديثة، من عهد آدم  إلى أوائل القرن السابع الهجري ، وذكر المصنف بعض أخبار التوابين الذين أعلنوا التوبة عما اقترفوه من أجل التشويق إلى أخبارهم والترغيب في أحوالهم والاقتداء بفعلهم، فبدأ فيه بذكر توبة الملائكة ثم الأنبياء، ثم ملوك الأمم الخالية، ثم الأمم، ثم الآحاد منهم، ثم أصحاب نبينا صلى الله عليه وسلم، ثم ملوك الأمة، ثم بقية أفراد الأمة.